# Université américaine de Beyrouth
Pour les articles homonymes, voir AUB et UAB.
L'université américaine de Beyrouth (en anglais : American University of Beirut, abrégé AUB ; en arabe : الجامعة الأميركية في بيروت) est une université privée, indépendante, non sectaire, à Beyrouth, la capitale du Liban. Fondée en 1866 sous le nom de Syrian Protestant College par des missionnaires protestants américains (Daniel Bliss et Henry Harris Jessup), elle prend son nom actuel le 18 novembre 1920.
L'université américaine de Beyrouth est une université libre de sciences qui prodigue des enseignements dans les domaines de médecine et de technologie.

## Historique
En 1862, des missionnaires américains au Liban et en Syrie, sous l'égide du conseil américain des commissaires pour les missions étrangères, demandent au docteur Daniel Bliss de se retirer de la mission d'évangélisation au Liban pour se consacrer à la fondation d'une université qui dispenserait une formation médicale avec un caractère éducatif américain, administré indépendamment de la mission. En 1862, le docteur Bliss se rend aux États-Unis pour lever des fonds pour cette nouvelle entreprise, et atteint la somme de 100 000 dollars au mois d'août 1864, puis au Royaume-Uni. Le 24 avril 1863, alors que le docteur Bliss lève des fonds pour la nouvelle école, l'État de New York lui accorde une charte sous le nom d'université protestante syrienne. L'université est ouverte avec une première classe de 16 étudiants le 3 décembre 1866.
La première pierre du bâtiment central (University Hall), premier bâtiment sur le campus actuel de Ras Beyrouth, est posée le 7 décembre 1871 par William E. Senior. À cette occasion, Daniel Bliss définit les fondements doctrinaux de l'université : « Pour tous, sans discrimination basée sur la classe sociale, couleur de peau, de nationalité, ou de religion. Tout homme, blanc, noir ou jaune, chrétien, juif, musulman ou athée, peut s'inscrire et avoir tous avantages de cet établissement pendant trois, quatre ou huit années ; et sortir en croyant en un dieu, en divers dieux, ou en aucun dieu. Mais il sera impossible qu'il continue longtemps avec nous sans savoir ce que nous pensons être la vérité et les fondements de notre croyance. »
Le bâtiment central et le premier bâtiment médical sont achevés et mis en service en 1873, la cloche de la tour du bâtiment central résonne pour la première fois en mars 1874.
Depuis les premières années, l'université s'étoffe continuellement avec de nouveaux corps d'enseignants et l'élargissement des programmes. En 1867, l'université inaugure sa faculté de médecine. Quatre ans plus tard, en 1871, la faculté de pharmacie et une école préparatoire sont créées. 
En 1900, l'université fonde une école du commerce qui plus tard est incorporée à la faculté des arts et des sciences. Quand l'hôpital (actuellement l'hôpital américain de l'université) est créé en 1905, une école de soins est également fondée. En 1910, l'université ouvre une école de soins dentaires, qui fonctionne pendant trente années.
Le 18 novembre 1920, l'« université protestante syrienne », émanation de l'université de l'État de New York, devient l'« Université américaine de Beyrouth » ; d'autres amendements à la charte étoffent les attributions de l'université.
Tous les présidents de l'université sont hébergés dans la résidence de la Chambre de Marquand, qui a été réalisée en 1879[Quoi ?].
De juin 1870 à la fin de juillet 2002, le nombre de diplômes universitaires décernés s’élève à 66 107.
Lors des explosions de bipeurs et de talkies-walkies au Liban des 17 et 18 septembre 2024, il a été révélé que l'établissement avait renouvelé ses bipeurs le 29 août 2024.

### Guerre civile libanaise

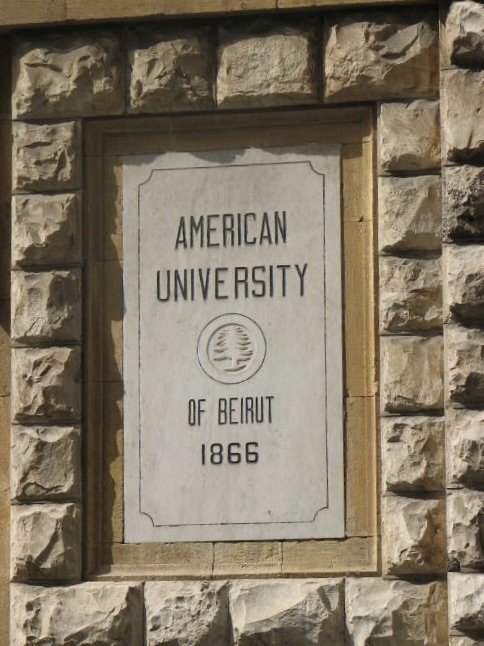
Plaque à l'entrée de l'université.

- 17 février 1976 : assassinat du doyen Ghosn, doyen de la faculté de technologie et d'architecture sur les marches du bâtiment de la faculté, qui porte maintenant son nom. Un peu plus tôt, le même jour, le même assassin avait d'abord tué le doyen Njeimi dans les bureaux de l'administration.
- 18 janvier 1984 : assassinat du docteur Malcolm Kerr, neuvième président de l'université et père de Steve Kerr,
- 11 novembre 1991, le bâtiment de l'administration centrale de l'université est la cible d'une bombe qui le démolit, et renverse sa célèbre tour-horloge, qui, vieille de 125 ans, était le symbole de l'établissement. Il est reconstruit et inauguré à nouveau en 1999.

## Campus
Le campus de l'université américaine de Beyrouth, d'une superficie de 73 hectares, est situé sur une colline surplombant la mer Méditerranée d'un côté et bordé par la rue Bliss d'un autre. La rue Bliss possède de nombreux  restaurants et est très populaire chez les étudiants de l'université. 
La faculté  de sciences agronomiques et de l'alimentation (AREC) se situe dans une ferme de 247 hectares dans la plaine de la Bekaa.

## Mécénat
En 2003, le prince saoudien Al-Walid bin Talal a fait don de 5,5 millions de dollars au Center for American Studies and Research (CASAR). 
En 2002, Charles Hostler, ancien diplomate américain et ancien étudiant de l'université, fait don de 11,7 millions de dollars pour fonder un département de sports moderne, qui porte désormais le nom de Charles W. Hostler. Le nouveau bâtiment de l'école de commerce, sur la partie basse du campus, qui porte le nom de Suliman S. Olayan devait être livré en janvier 2007.
Issam Fares, ancien ministre du Liban, fait un don de 5,2 millions de dollars pour ce qui deviendra l'Issam Fares Institute for Public Policy and International Affairs, construit sur le campus moyen en remplaçant l'infirmerie Gulbenkian[Quoi ?]. Le bâtiment a été conçu par une architecte renommée et ancienne élève de l'université, Zaha Hadid.

### Perspectives de développement
L'université a pour projet de relancer ses programmes  en arabe, pour les  études orientales, de biologie, et de chimie pour la première fois après qu'ils ont été suspendus pendant la guerre civile libanaise (1975-1990). L'université fait référence pour les études orientales (CAMES), son département est considéré comme l'un des meilleurs au monde.
Début juillet 2020, dans un contexte de crise économique, mille cinq cents employés ou ouvriers de l’AUB sont licenciés. Au total, 20 à 25 % des effectifs de l’établissement sont concernés.

## Programmes de recherche
Avec le débat suscité par l’affaire Katz à propos du massacre de Tantoura et la lumière apportée à l’importance de l’histoire orale, l’université coopère au programme de Palestinian Oral History Archive (en anglais : Archives d’histoire orale palestinienne) en hébergeant le programme et le matériau collecté dans ses bibliothèques.

## Facultés
- Faculté d'agriculture et de sciences de l'alimentation (FAFS)[4]
- Faculté des arts et des sciences (FLB)[5]
- Faculté de technologie et d'architecture (FEA)[6]
- Faculté des sciences de santé (FHS)[7]
- Faculté de médecine (FM)[8]
- École d'affaires Suleiman S. Olayan (OSB)[9]

## Personnalités liées à l'université

### Étudiants
- Abdullah al-Nefisi, homme politique, commentateur politique et universitaire koweïtien.
- Hanan Ashrawi, législateur palestinien
- Mouna Bassili Sehnaoui, peintre et écrivaine libanaise
- Saloua Raouda Choucair
- Bassel Fleihan, ministre du Conseil et législateur
- Ashraf Ghani, président de la République afghane[10]
- Zaha Hadid, architecte
- Salem Hanna Khamis, économise et statisticien
- Mahmoud Hessaby, scientifique
- Salim el-Hoss, Premier ministre
- Lamia Moubayed Bissat, Président de l'Institut des Finances Basil Fuleihan.
- Walid Joumblatt, chef du Parti socialiste progressif
- Zalmay Khalilzad, ambassadeur des États-Unis en Irak
- Chérif Khaznadar, président de la Maison des Cultures du Monde
- Farès al-Khoury, fondateur de l'université
- Philip S. Khoury, doyen de la faculté des arts et des sciences
- Nazem Koudsi, ancien président
- Najib Mikati, Premier ministre
- Hayat Mirshad, journaliste, féministe
- Ellene Mocria, journaliste éthiopienne
- Rami Ollaik, écrivain, universitaire, avocat et activiste politique
- Adel Osseiran, speaker du Parlement
- Abd al-Rahman al-Kayyali, médecin syrien, membre du mouvement nationaliste syrien, ministre de la Justice.
- Ghassan Rifai, leader communiste
- Antoun Saadé, fondateur du Parti nationaliste social syrien
- Elias Saba, président du Conseil
- Hasib Sabbagh (en), cofondateur de Contractors Company Consolidés
- Saeb Salam, Premier ministre
- Ghada al-Samman, romancier
- Fouad Siniora, Premier ministre
- Constantin Zureik, penseur arabe
- Ramzi T. Salamé, écrivain et peintre
- Aisha Al-Mana, activiste et féministe saoudienne
- Anbara Salam Khalidi, féministe libanaise
- Salwa Nassar, physicienne nucléaire
- Sami W. Sidawi, ingenieur civil et entrepreneur libanais,
- Ubah Ali, militante féministre somalilandaise
- Youmna Saba, autrice-compositrice, musicienne et musicologue libanaise
- Ahmad Toukan, homme politique jordanien d'origine palestinienne

Quand l'ONU est créée en 1945, les délégations libanaises et syriennes sont constituées de 19 anciens étudiants de l'AUB.